# Иноземцева, Юлия Сергеевна
Юлия Сергеевна Иноземцева (род. 4 июля 1983, Саратов) — российская спортсменка, чемпионка Европы (2015} и серебряный призёр чемпионата мира (2004) по академической гребле. Заслуженный мастер спорта России (2016).

## Биография
Начинала заниматься академической греблей у Анны Ланщиковой, в дальнейшем продолжила тренироваться под руководством Татьяны и Сергея Игнатовых.
Бронзовый призёр юношеского чемпионата мира 2000 года в Загребе в составе восьмёрки.
Бронза юниорского чемпионата мира 2002 года в четвёрке без рулевого в Италии (Генуя). 
Вице-чемпионка мира в гонке четвёрок без рулевого в 2004 году  (Испания, Баноьлес) 
Участница пяти чемпионатов мира в гонке восьмёрок. Лучший результат – 5-е место (в 2014 и 2015 г).
Участница восьми чемпионатов Европы в составе восьмёрки. 
Чемпионка Европы 2015 года и дважды бронзовый призёр (2013, 2016 г.). 
Бронзовый призер этапа Кубка мира (2016г) 
11-кратная чемпионка России по академической гребле.
Серебряный призёр чемпионата мира по прибрежной гребле в четвёрке: Монако (2016 г.), Гонконг (2018г.)
Трижды чемпионка России по прибрежной гребле в составе четвёрки.
В 2018 году завершила спортивную карьеру.